# Хакер (інформаційна безпека)
Хакер — це термін, який використовується для позначення людину, яка займається дослідженнями методів обходу або порушення захисту та використання слабких місць у комп'ютерній системі чи мережі.
Хакери володіють глибокими знаннями, інакше їх називають «скриптовими дітлахами». Хоча цей термін також включає тих, хто шукає вразливості для виявлення або виправлення, в засобах масової інформації та серед неразбирающихся в цему питанні громадян частіше використовується для позначення людей, які незаконно проникають у чужі системи.

## Значення терміну
Значення терміну «хакер» є предметом тривалої дискусії. У цій дискусії програмісти відстоюють термін «хакер», стверджуючи, що він просто означає людину з поглибленими знаннями про комп'ютери та комп'ютерні мережі, і що «крекер» є більш відповідним терміном для тих, хто зламує комп'ютери, будь то кіберзлочинці («чорні капелюхи») чи експерти з комп'ютерної безпеки («білі капелюхи»). У статті 2014 року зазначалося, що «серед широкої публіки досі переважає поняття „чорний капелюх“». Субкультуру, що розвинулася навколо хакерів, часто називають «комп'ютерним андеграундом».

## Історія

### Зародження субкультури та входження в мейнстрім: 1960-ті–1980-ті роки
Субкультура, що оточує хакерів, називається субкультурою мережевих хакерів, хакерською сценою або комп'ютерним андеграундом. Спочатку вона розвивалася в контексті фрикінгу протягом 1960-х років та мікрокомп'ютерної сцени BBS 1980-х років. Це пов'язано з 2600: The Hacker Quarterly та новинною групою alt.2600.
У 1980 році в серпневому номері журналу «Psychology Today» (з коментарями Філіпа Зімбардо) у назві статті було використано термін «хакер»: «The Hacker Papers» («Документи хакера»). Це був уривок з обговорення на Стенфордській дошці оголошень про залежність від використання комп'ютера. У фільмі «Трон» 1982 року Кевін Флінн (Джефф Бріджес) описує свої наміри зламати комп'ютерну систему компанії ENCOM, кажучи: «Я тут трохи хакну». CLU — це програмне забезпечення, яке він використовує для цього. До 1983 року хакерство у сенсі порушення комп'ютерної безпеки вже використовувалося як комп'ютерний жаргон, але громадськість не була обізнана про таку діяльність. Однак вихід на екрани фільму «Воєнні ігри» того ж року, в якому було показано комп'ютерне вторгнення в NORAD, посилив переконання громадськості, що хакери комп'ютерної безпеки (особливо підлітки) можуть становити загрозу національній безпеці. Це занепокоєння стало реальним, коли того ж року банда хакерів-підлітків у Мілуокі, штат Вісконсин, відомих як «414s», зламала комп'ютерні системи по всій території Сполучених Штатів та Канади, зокрема системи Лос-Аламоської національної лабораторії, Онкологічного центру Слоун-Кеттерінг та банку Security Pacific. Ця справа швидко привернула увагу ЗМІ, а 17-річний Ніл Патрік став речником банди, зокрема опублікувавши статтю в Ньюсвік під назвою «Обережно: хакери в грі» з фотографією Патріка на обкладинці. Стаття в Ньюсвік, схоже, є першим використанням слова «хакер» основними ЗМІ у зневажливому сенсі.
Під тиском ЗМІ конгресмен Ден Глікман закликав до розслідування та розпочав роботу над новими законами проти комп'ютерного хакерства. 26 вересня 1983 року Ніл Патрік свідчив перед Палатою представників США про небезпеку комп'ютерного хакерства, і того року до Палати представників було внесено шість законопроектів щодо комп'ютерних злочинів. В результаті цих законів проти комп'ютерної злочинності, хакери, що займаються білими, сірими та чорними видами діяльності, намагаються відрізнити себе один від одного залежно від законності своєї діяльності. Ці моральні конфлікти виражені в «Маніфесті хакера» Наставника, опублікованому в 1986 році у Phrack.
Використання терміна «хакер» у значенні «комп'ютерного злочинця» також було просунуто у статті Кліффорда Столла під назвою «Переслідування хитрого хакера» у травневому випуску журналу «Communications of the ACM» за 1988 рік. Пізніше того ж року випуск Робертом Таппаном Моррісом-молодшим так званого черв'яка Морріса спровокував поширення цього терміна у популярних ЗМІ. Популярність книги Столла «Зозулине яйце», опублікованої через рік, ще більше закріпила цей термін у свідомості громадськості.

## Мотиви
Хакери можуть бути мотивовані різними причинами, такими як оцінка слабких місць системи, щоб допомогти сформулювати захист від потенційних крекерів, або протест, саботаж, збір інформації, розвага тощо.

## Класифікації
У комп'ютерній безпеці хакер — це людина, яка зосереджується на механізмах безпеки комп'ютерних та мережевих систем. Хакери можуть включати як тих, хто прагне посилити механізми безпеки, досліджуючи їхні слабкі місця, так і тих, хто намагається отримати доступ до захищеної, несанкціонованої інформації, незважаючи на заходи безпеки. Тим не менш, частини субкультури бачать своєю метою виправлення проблем безпеки та використовують це слово в позитивному сенсі. Білий капелюх — це назва, яку дають етичним комп'ютерним хакерам, які використовують хакерство корисним чином. Білі капелюхи стають необхідною частиною сфери інформаційної безпеки. Вони діють за кодексом, який визнає, що зламування чужих комп'ютерів є поганим, але виявлення та використання механізмів безпеки й зламування комп'ютерів все ще є цікавою діяльністю, яку можна виконувати етично та законно. Відповідно, цей термін має сильні конотації, які є сприятливими або зневажливими, залежно від контексту.
Підгрупи комп'ютерного андеграунду з різними поглядами та мотивами використовують різні терміни, щоб відмежуватися одна від одної. Ці класифікації також використовуються для виключення певних груп, з якими вони не погоджуються.

### Крекер[жаргон]
Ерік С. Реймонд, автор «Нового словника хакера», виступає за те, щоб членів комп'ютерного андеграунду називали крекерами. Однак ці люди вважають себе хакерами і навіть намагаються включити погляди Реймонда до того, що вони вважають ширшою хакерською культурою, погляд, який Реймонд рішуче відкинув. Замість дихотомії хакер/крекер, вони наголошують на спектрі різних категорій, таких як «білий капелюх», «сірий капелюх», «чорний капелюх» та «скриптові дітлахи». На відміну від Реймонда, вони зазвичай використовують термін «зломщик» для більш шкідливої діяльності.
За словами Ральфа Д. Кліффорда, зломщик або крекінг — це «отримання несанкціонованого доступу до комп'ютера з метою вчинення іншого злочину, такого як знищення інформації, що міститься в цій системі». Ці підгрупи також можуть бути визначені за правовим статусом їхньої діяльності.

### Білий капелюх
Білий хакер порушує безпеку з незловмисних причин, або для тестування власної системи безпеки, проведення тестів на проникнення або оцінки вразливостей для клієнта, або під час роботи в компанії з безпеки, яка розробляє програмне забезпечення для безпеки. Цей термін зазвичай є синонімом етичного хакера, і були розроблені сертифікати, навчальні матеріали, заняття та онлайн-тренінги, що охоплюють різноманітну сферу етичного хакерства.

### Чорний капелюх
Чорний хакер — це хакер, який «порушує комп'ютерну безпеку з незначної причини, окрім зловмисності чи заради особистої вигоди» (Мур, 2005). Цей термін був введений Річардом Столлманом, щоб протиставити зловмисність хакера-кіберзлочинця духу грайливості та дослідження в хакерській культурі, або етосу білого капелюха, який виконує хакерські обов'язки для визначення місць для ремонту або як засіб легального працевлаштування. Чорні хакери утворюють стереотипні нелегальні хакерські групи, які часто зображуються в масовій культурі, і є «втіленням усього, чого громадськість боїться в кіберзлочинці».

### Сірий капелюх
«Сірий» хакер знаходиться між «чорним» та «білим» хакерами, хакерами з ідеологічних міркувань. Хакер «сірого капелюха» може користуватися Інтернетом та зламувати комп'ютерну систему з єдиною метою, наприклад, повідомити адміністратора про те, що його система має дефект безпеки. Тоді вони можуть запропонувати виправити дефект за певну плату. Сірі хакери іноді знаходять дефект у системі та публікують факти для всього світу, а не для групи людей. Навіть якщо «сірі» хакери не обов'язково здійснюють хакерські атаки заради особистої вигоди, несанкціонований доступ до системи можна вважати незаконним та неетичним.

### Елітний хакер
Соціальний статус серед хакерів, еліта використовується для опису найкваліфікованіших. Серед цих хакерів поширюються нещодавно виявлені експлойти. Елітні групи, такі як «Майстри обману», надавали своїм членам певний авторитет.

### Скрипткіді
Скриптові дітлахи (також відомі як скрипткіді, скід або скідді) — це некваліфікований хакер, який зламує комп'ютерні системи за допомогою автоматизованих інструментів, написаних іншими хакерами (зазвичай «чорними капелюхами»), звідси й термін «скрипт» (тобто комп'ютерний скрипт, який автоматизує злом) і кідді (тобто дитина — незріла особа, якій бракує знань та досвіду), зазвичай з невеликим розумінням основної концепції.

### Неофіт
жарг. Неофіт («новачок» або «нуб») — це людина, яка є новачком у хакінгу або фрікінгу і майже не має знань чи досвіду роботи з технологіями та хакінгом.

### Синій капелюх
Хакер-синій капелюх — це людина поза межами консалтингових фірм з комп'ютерної безпеки, яка звикла тестувати систему на наявність помилок перед її запуском, шукаючи експлойти для їх подальшого усунення. Microsoft також використовує термін BlueHat для позначення серії брифінгів з безпеки.

### Хактивіст
Хактивіст — це хакер, який використовує комп'ютерні технології для просування ідей свободи інформації, забезпечення прав людини, свободи слова та релігійної свободи.
Хактивізм можна розділити на дві основні групи:
- Кібертероризм – Дії, пов'язані зі псуванням веб-сайтів або атаками типу «відмова в обслуговуванні»; та
- Свобода інформації – Надання громадськості доступу до інформації, яка не є публічною або є публічною у форматах, що не зчитуються машиною.

### Державні
Розвідувальні служби та державні оператори кібервійни.

### Організовані злочинні угруповання
Групи хакерів, які здійснюють організовану злочинну діяльність з метою отримання прибутку. Сучасних комп'ютерних хакерів порівнюють із каперами минулих часів. Ці злочинці тримають комп'ютерні системи в заручниках, вимагаючи від жертв великі платежі за відновлення доступу до їхніх власних комп'ютерних систем і даних. Крім того, нещодавні атаки програм-вимагачів на галузі промисловості, включаючи енергетичну, харчову та транспортну, були покладені на злочинні організації, що базуються в державному органі або поблизу нього — можливо, з відома та схвалення країни. Кіберкрадіжки та атаки програм-вимагачів зараз є злочинами, що найшвидше зростають у Сполучених Штатах. Біткойн та інші криптовалюти сприяють вимаганню величезних викупів у великих компаній, лікарень та міських органів влади з малою або взагалі відсутніми шансами бути спійманим.

## Атаки
Хакерів зазвичай можна розділити на два типи атак: масові атаки та цілеспрямовані атаки. Вони поділяються на групи з точки зору того, як вони обирають своїх жертв і як вони реагують на напади.
Типовий підхід до атаки на систему, підключену до Інтернету, такий:
1. Перерахування мережі: Виявлення інформації про цільовий об'єкт.
2. Аналіз вразливостей: Визначення потенційних шляхів атаки.
3. Експлуатація: спроба скомпрометувати систему шляхом використання вразливостей, виявлених під час аналізу вразливостей[32].

Для цього існує кілька типових інструментів та методів, що використовуються комп'ютерними злочинцями та експертами з безпеки.

### Експлойти
Експлойт — це підготовлений додаток, який використовує відому вразливість. Типовими прикладами експлойтів безпеки є SQL-ін'єкції, міжсайтовий скриптинг та міжсайтова підробка запитів, які використовують діри в безпеці, що можуть виникнути внаслідок неякісної практики програмування. Інші експлойти можна було б використовувати через протокол передачі файлів (FTP), протокол передачі гіпертексту (HTTP), PHP, SSH, Telnet та деякі веб-сторінки. Вони дуже поширені під час злому веб-сайтів та веб-доменів.

### Методи
Сканер вразливостей
Сканер вразливостей — це інструмент, який використовується для швидкої перевірки комп'ютерів у мережі на наявність відомих слабких місць. Хакери також часто використовують сканери портів. Вони перевіряють, які порти на певному комп'ютері є «відкритими» або доступними для доступу до комп'ютера, а іноді виявляють, яка програма або служба прослуховує цей порт, та номер її версії. (Брандмауери захищають комп'ютери від зловмисників, обмежуючи доступ до портів і машин, але їх все ще можна обійти).
Пошук вразливостейХакери також можуть намагатися знайти вразливості вручну. Поширений підхід полягає в пошуку можливих вразливостей у коді комп'ютерної системи, а потім їх тестуванні, іноді здійснюючи зворотне проектування програмного забезпечення, якщо код не надано. Досвідчені хакери можуть легко знайти шаблони в коді, щоб знайти поширені вразливості.
Атака грубою силоюПідбір пароля. Атаки методом перебору використовуються для швидкої перевірки всіх варіантів коротких паролів. Для довших паролів використовуються інші методи, такі як атака за словником, через кількість часу, який займає перебір методом перебору.
Злом паролів
Злом паролів — це процес відновлення паролів з даних, що зберігаються або передані комп'ютерною системою. Звичайні підходи включають багаторазові спроби вгадати пароль, спроби ввести найпоширеніші паролі вручну та багаторазові спроби ввести паролі зі «словника» або текстового файлу з багатьма паролями.
Аналізатор пакетів
Аналізатор пакетів («сніффер пакетів») — це програма, яка перехоплює пакети даних, що можуть бути використані для захоплення паролів та інших даних під час передачі мережею.
Атака підробки (фішинг)
Атака спуфінгу включає одну програму, систему або веб-сайт, який успішно маскується під інший, фальсифікуючи дані, і таким чином сприймається користувачем або іншою програмою як довірена система. – зазвичай для того, щоб обдурити програми, системи або користувачів та змусити їх розкрити конфіденційну інформацію, таку як імена користувачів та паролі.
Руткіт
Руткіт — це програма, яка використовує низькорівневі, важковиявлювані методи для підриву контролю над операційною системою від її законних операторів. Руткіти зазвичай приховують своє встановлення та намагаються запобігти їхньому видаленню шляхом підриву стандартної безпеки системи. Вони можуть містити заміни системних бінарних файлів, що робить їх виявлення шляхом перевірки таблиць процесів практично неможливим.
Соціальна інженеріяНа другому етапі процесу атаки хакери часто використовують тактику соціальної інженерії, щоб отримати достатньо інформації для доступу до мережі. Вони можуть зв'язатися із системним адміністратором і видати себе за користувача, який не може отримати доступ до своєї системи. Цей прийом зображено у фільмі 1995 року «Хакери», коли головний герой Дейд «Зеро Крут» Мерфі телефонує дещо нетямущому співробітнику, відповідальному за безпеку телевізійної мережі. Видаючи себе за бухгалтера, який працює в тій самій компанії, Дейд обманом змушує працівника дати йому номер телефону модему, щоб він міг отримати доступ до комп'ютерної системи компанії.
Хакери, які використовують цю техніку, повинні бути знайомі з методами безпеки своєї жертви, щоб обманом змусити системного адміністратора надати їм інформацію. У деяких випадках співробітник служби підтримки з обмеженим досвідом у сфері безпеки відповість на дзвінок, і його відносно легко обдурити. Інший підхід полягає в тому, щоб хакер видавав себе за розлюченого керівника, а коли його/її авторитет ставиться під сумнів, погрожував звільненням працівника служби підтримки. Соціальна інженерія дуже ефективна, оскільки користувачі є найвразливішою частиною організації. Жодні пристрої чи програми безпеки не зможуть захистити організацію, якщо співробітник розкриє пароль сторонній особі.
Соціальну інженерію можна розділити на чотири підгрупи:
- Залякування. Як і у випадку з технікою «розлюченого керівника», описаною вище, хакер переконує людину, яка відповідає на дзвінок, що її робота в небезпеці, якщо вона їй не допоможе. На цьому етапі багато людей визнають, що хакер — це керівник, і надають йому потрібну інформацію.
- Допоміжність. Протилежністю залякуванню є допоміжність, яка використовує природний інстинкт багатьох людей допомагати іншим вирішувати проблеми. Замість того, щоб поводитися злим, хакер поводиться засмученим та стурбованим. Служба підтримки є найбільш вразливою до цього типу соціальної інженерії, оскільки (а.) її загальна мета — допомагати людям; та (б.) вона зазвичай має повноваження змінювати або скидати паролі, що саме те, чого хоче хакер.
- Вигадування імен. Хакер використовує імена авторизованих користувачів, щоб переконати особу, яка відповідає на дзвінок, що хакер сам є законним користувачем. Деякі з цих імен, наприклад, імена власників веб-сторінок або посадових осіб компанії, можна легко отримати в Інтернеті. Також відомо, що хакери отримують імена, досліджуючи викинуті документи («захоплення сміттєвих контейнерів»).
- Технічні технології Використання технологій також є способом отримання інформації. Хакер може надіслати факс або електронний лист законному користувачеві, вимагаючи відповіді, яка містить життєво важливу інформацію. Хакер може стверджувати, що він чи вона пов'язаний з правоохоронними органами та потребує певних даних для розслідування або для ведення обліку.

Троянські коні
Троянський кінь — це програма, яка ніби виконує одну дію, але насправді робить інше. Його можна використовувати для встановлення чорного входу в комп'ютерній системі, що дозволить зловмиснику отримати доступ пізніше. (Назва відноситься до коня з Троянської війни, який мав концептуально схожу функцію — обманювати захисників, щоб ті завели порушника на територію, що захищається).
Комп'ютерний вірус
Вірус — це самовідтворювана програма, яка поширюється шляхом вставки своїх копій в інший виконуваний код або документи. Роблячи це, він поводиться подібно до біологічного вірусу, який поширюється шляхом вбудовування в живі клітини. Хоча деякі віруси нешкідливі або є просто містифікацією, більшість вважаються шкідливими.
Комп'ютерний черв'якЯк і вірус, черв'як також є самовідтворюваною програмою. Він відрізняється від вірусу тим, що (а.) поширюється через комп'ютерні мережі без втручання користувача; та (б.) не потребує приєднання до існуючої програми. Тим не менш, багато людей використовують терміни «вірус» і «черв'як» як взаємозамінні для опису будь-якої саморозповсюджуваної програми.
Реєстрація натискань клавіш
Кейлогер — це інструмент, призначений для запису («реєстрації») кожного натискання клавіш на ураженому комп'ютері для подальшого пошуку, зазвичай для того, щоб користувач цього інструменту міг отримати доступ до конфіденційної інформації, набраної на ураженому комп'ютері. Деякі кейлогери використовують методи, подібні до вірусів, троянів та руткітів, щоб приховати свою присутність. Однак деякі з них використовуються в законних цілях, навіть для підвищення безпеки комп'ютера. Наприклад, бізнес може встановити кейлогер на комп'ютері, що використовується в точці продажу, для виявлення доказів шахрайства з боку співробітників.
Моделі атакШаблони атак визначаються як послідовність повторюваних кроків, які можна застосувати для імітації атаки на безпеку системи. Їх можна використовувати для тестування або пошуку потенційних вразливостей. Вони також забезпечують, фізично або у вигляді посилання, загальний шаблон рішення для запобігання певній атаці.
Інструменти та процедури
Ретельний огляд інструментів та процедур хакерства можна знайти в робочому зошиті Cengage Learning з сертифікації E|CSA.

## Customs
Комп'ютерний андеграунд створив власний спеціалізований сленг, такий як 1337speak. Написання програмного забезпечення та виконання інших дій для підтримки цих поглядів називається хактивізмом. Дехто вважає незаконний злом етично виправданим для досягнення цих цілей; поширеною формою є пошкодження веб-сайту. Комп'ютерний андеграунд часто порівнюють із Диким Заходом. Хакери часто використовують псевдоніми, щоб приховати свою особу.

### Хакерські групи та конвенції
Комп'ютерний андеграунд підтримується регулярними зібраннями в реальному світі, які називаються хакерськими конвенціями або «хакерськими конвенціями». Ці події включають SummerCon (літо), DEF CON, HoHoCon (Різдво), ShmooCon (лютий), Black Hat Conference, Chaos Communication Congress, AthCon, Hacker Halted та HOPE.[джерело?] Місцеві групи Hackfest організовуються та змагаються, щоб розвивати свої навички, а потім відправляють команду на відомі конференції для участі в груповому пентестуванні, експлойті та криміналістиці у більшому масштабі. Хакерські групи стали популярними на початку 1980-х років, надаючи доступ до інформації та ресурсів з хакерства, а також місце для навчання у інших учасників. Системи комп'ютерних дощок оголошень (BBS), такі як Utopias, забезпечували платформи для обміну інформацією через модемне з'єднання. Хакери також можуть здобути авторитет, будучи пов'язаними з елітними групами.

## Наслідки зловмисного злому

### Індія
| Розділ | Правопорушення | Покарання                                                             |
| ------ | --- | --------------------------------------------------------------------- |
| 65     | Фальсифікація вихідних комп'ютерних документів — навмисне приховування, знищення або зміна вихідного коду, коли вихідний комп'ютерний код повинен зберігатися або підтримуватися чинним законом. | Позбавлення волі до трьох років або/та штраф до 20000 рупій           |
| 66     | Хакінг | Позбавлення волі на строк до трьох років або/та штраф до 50 000 рупій |

### Нідерланди
- Стаття 138ab Закону про закони США забороняє комп'ютерне вторгнення, яке визначається як навмисне та незаконне вторгнення в автоматизований твір або його частину. Вторгнення визначається як доступ шляхом:
  - Подолання заходів безпеки
  - Технічними засобами
  - За допомогою хибних сигналів або фальшивого криптографічного ключа
  - Шляхом використання викрадених імен користувачів та паролів.

Максимальне покарання — один рік позбавлення волі або штраф четвертої категорії.

### Сполучені Штати
18 U.S.C. § 1030, more commonly known as the Computer Fraud and Abuse Act, prohibits unauthorized access or damage of «protected computers». «Protected computers» are defined in as:
- Комп'ютер, призначений виключно для використання фінансовою установою або урядом Сполучених Штатів, або, у випадку комп'ютера, призначеного не виключно для такого використання, який використовується фінансовою установою або урядом Сполучених Штатів, і поведінка, що становить правопорушення, впливає на таке використання фінансовою установою або урядом.
- Комп'ютер, який використовується в міжштатній або зовнішній торгівлі чи зв'язку, або впливає на них, включаючи комп'ютер, розташований за межами Сполучених Штатів, який використовується таким чином, що впливає на міжштатну або зовнішню торгівлю чи зв'язок Сполучених Штатів;

Максимальне покарання у вигляді позбавлення волі або штрафу за порушення Закону про комп'ютерне шахрайство та зловживання залежить від тяжкості порушення та історії порушень цього Закону, вчинених правопорушником.
ФБР продемонструвало свою здатність повертати викупи, сплачені в криптовалюті жертвами кіберкрадіжки.

## Хакерство та медіа

### Хакерські журнали
Найвідомішими друкованими виданнями, орієнтованими на хакерів, є Phrack, Hakin9 та 2600: The Hacker Quarterly. Хоча інформація, що містилась у хакерських журналах та електронних виданнях, часто застаріла на момент їх публікації, вони зміцнювали репутацію своїх авторів, документуючи їхні успіхи.

### Хакери у художній літературі
Хакери часто виявляють інтерес до вигаданої літератури та фільмів про кіберпанк та кіберкультуру. Запозичення вигаданих псевдонімів, символів, цінностей та метафор з цих творів є дуже поширеним явищем.

#### Книги
- The cyberpunk novels of William Gibson – especially the Sprawl trilogy – are very popular with hackers[42].
- Helba from the .hack manga and anime series
- Merlin of Amber, the protagonist of the second series in The Chronicles of Amber by Roger Zelazny, is a young immortal hacker-mage prince who has the ability to traverse shadow dimensions.
- Lisbeth Salander in The Girl with the Dragon Tattoo by Stieg Larsson
- Alice from Heaven's Memo Pad
- Ender's Game by Orson Scott Card
- Evil Genius by Catherine Jinks
- <i id="mwAu8">Hackers</i> (anthology) by Jack Dann and Gardner Dozois
- Little Brother by Cory Doctorow
- Neuromancer by William Gibson
- Snow Crash by Neal Stephenson

#### Фільми
- Antitrust
- Blackhat
- Cypher
- Орлиний зір
- Ворог держави
- Firewall
- Чоловіки, що ненавидять жінок
- Hackers
- Live Free or Die Hard
- Матриця (франшиза)
- Мережа
- Мережа 2.0
- Пірати Кремнієвої долини
- Skyfall
- Sneakers
- Swordfish
- Terminator 2: Judgment Day
- Terminator Salvation
- Take Down
- Трон
- Трон: Спадок
- Той, що не залишає сліду
- Воєнні ігри
- Чудернацька наука
- П'ята влада (фільм)
- Хто я — жодна система не є безпечною
- Агент Джонні Інгліш: Нова місія

#### Телесеріали
- Пан Робот

### Нехудожні книги
- «Мистецтво обману» Кевіна Мітніка
- Мистецтво вторгнення Кевіна Мітніка
- «Зозулине яйце» Кліффорда Столла
- «Привид у дротах: Мої пригоди найрозшукуванішого хакера у світі» Кевіна Мітніка
- Хакери: Герої комп'ютерної революції, автор Стівен Леві
- «Розгром хакерів» Брюса Стерлінга
- «Посібник хакера» Гуго Корнуолла (Пітер Соммер)
- Хакінг: Мистецтво експлуатації, друге видання, Джон Еріксон
- «Поза внутрішнім колом» Білла Ландрета та Говарда Рейнгольда
- Підземка, автор Сьюлетт Дрейфус

## Подальше читання
- Samuel Chng, Han Yu Lu, Ayush Kumar, David Yau (Mar 2022). Hacker types, motivations and strategies: A comprehensive framework. Computers in Human Behavior Reports. 5. ISSN 2451-9588. Процитовано 27 Jan 2022.
- Apro, Bill; Hammond, Graeme (2005). Hackers: The Hunt for Australia's Most Infamous Computer Cracker. Rowville, Vic: Five Mile Press. ISBN 1-74124-722-5.
- Beaver, Kevin (2010). Hacking for Dummies. Hoboken, NJ: Wiley Pub. ISBN 978-0-7645-5784-2.
- Conway, Richard; Cordingley, Julian (2004). Code Hacking: A Developer's Guide to Network Security. Hingham, Mass: Charles River Media. ISBN 978-1-58450-314-9.
- Freeman, David H.; Mann, Charles C. (1997). At Large: The Strange Case of the World's Biggest Internet Invasion. New York: Simon & Schuster. ISBN 0-684-82464-7.
- Granville, Johanna (Winter 2003). Dot.Con: The Dangers of Cyber Crime and a Call for Proactive Solutions. Australian Journal of Politics and History. 49 (1): 102—109. doi:10.1111/1467-8497.00284. Процитовано 20 лютого 2014.
- Gregg, Michael (2006). Certified Ethical Hacker. Indianapolis, Ind: Que Certification. ISBN 978-0-7897-3531-7.
- Hafner, Katie; Markoff, John (1991). Cyberpunk: Outlaws and Hackers on the Computer Frontier. New York: Simon & Schuster. ISBN 0-671-68322-5.
- Harper, Allen; Harris, Shon; Ness, Jonathan (2011). Gray Hat Hacking: The Ethical Hacker's Handbook (вид. 3rd). New York: McGraw-Hill. ISBN 978-0-07-174255-9.
- McClure, Stuart; Scambray, Joel; Kurtz, George (1999). Hacking Exposed: Network Security Secrets and Solutions. Berkeley, Calif: Mcgraw-Hill. ISBN 0-07-212127-0.
- Russell, Ryan (2004). Stealing the Network: How to Own a Continent. Rockland, Mass: Syngress Media. ISBN 978-1-931836-05-0.
- Taylor, Paul A. (1999). Hackers: Crime in the Digital Sublime. London: Routledge. ISBN 978-0-415-18072-6.